# USS Carney (DDG-64)
El USS Carney (DDG-64) es un destructor de la clase Arleigh Burke de la Armada de los Estados Unidos en servicio desde 1996.

## Nombre
Su nombre USS Carney honra al almirante Robert B. Carney, estratega militar durante la Segunda Guerra Mundial.

## Construcción
Construido por el Bath Iron Works (Maine), fue colocada la quilla el 3 de agosto de 1993. Fue botado el 23 de julio de 1994. Entró en servicio el 13 de abril de 1996.

## Historial de servicio

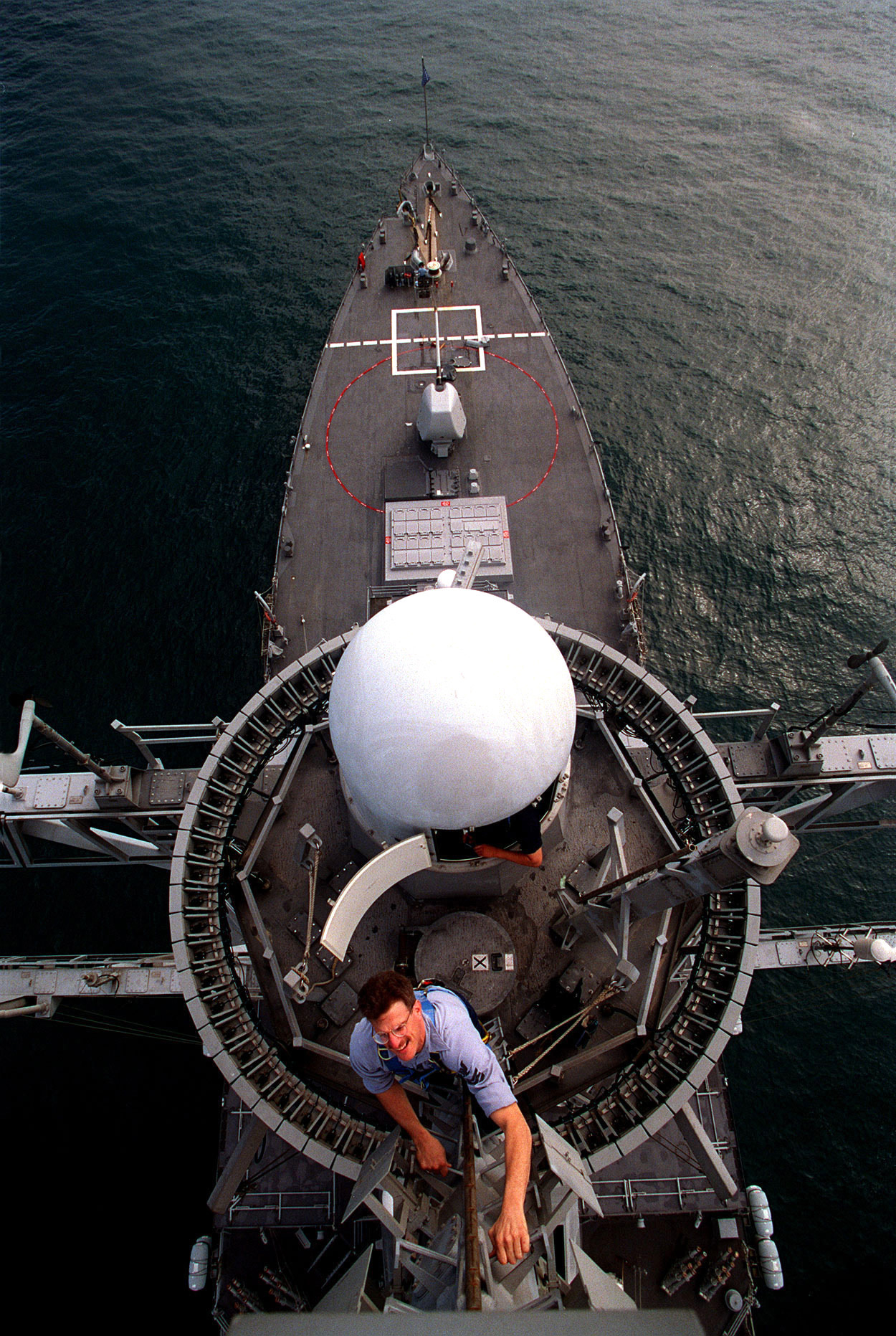
Vista desde el mástil del USS Carney (DDG-64), año 1998.

En 2015 se unió al Forward Deployed Naval Force-Europe (FDNF-E) en la base naval de Rota (España). En este destino, participó de numerosos ejercicios y operaciones con la OTAN. En 2020 abandonó el puesto siendo sustituido por el USS Roosevelt. Su apostadero es la base naval de Mayport (Jacksonville, Florida).
El 8 de octubre de 2023, el día después del ataque de Hamás a Israel, el secretario de Defensa de Estados Unidos, Lloyd Austin, ordenó al grupo de ataque del portaaviones USS Gerald R. Ford dirigirse hacia el Mediterráneo oriental en respuesta. Junto al portaaviones, el grupo también incluye el crucero Normandy y los destructores Ramage, Carney, Roosevelt y Thomas Hudner.
El 19 de octubre de 2023, se informó que el USS Carney interceptó 3 misiles que se cree que fueron disparados por militantes hutíes en Yemen. El 3 de diciembre, el Carney y algunos buques cargueros fueron atacados en el Mar Rojo.
El 19 de mayo de 2024 el destructor regresó a casa después de un despliegue histórico Llamado a la acción en su primer día como miembro de la Quinta Flota de los Estados Unidos; participó en 51 combates en 6 meses contra los hutíes, el buque interceptó y destruyó múltiples drones unidireccionales y misiles con propósito de atacar tanto a buques comerciales como al mismo destructor en sí mismo. 

🫡🫡🫡